# 西鉏吾
西鉏吾（？—？），是宋国的大夫。
前573年六月，楚国将鱼石、向为人、鳞朱、向带、鱼府送回彭城，留下三百辆兵车防守。宋国人很担心。西鉏吾说：“不用担心，如果楚国人和我们同心，给我们施恩，我们本当会事奉楚国，不敢有贰心。现在大国贪得无厌，即使把我宋国作为楚国的边邑还不满足。否则，收留我们憎厌的人，让他们辅政，等钻我们的空子的机会，这也是我们的祸害。现在他们尊崇诸侯的乱臣，分给乱臣土地；阻碍各国间的通道，让乱臣快意，顺服的国家离心；毒害诸侯，使吴国和晋国恐惧。他们这样会增加我们的利益，而不是成为我们的忧患。而且为了什么事奉晋国？晋国一定会来救我们的。”
前564年春，宋国发生火灾。执政的司城乐喜命西鉏吾保护国库。西鉏吾命令司宫，巷伯在宫内警戒。